# Selski Pakhar
Selski Pakhar - Сельский Пахарь (rus) - és un khútor del krai de Krasnodar, a Rússia. Es troba a la riba dreta del riu Griaznukha, afluent del Txamlik, a 31 km al sud-est de Labinsk i a 173 km al sud-est de Krasnodar, la capital.
Pertany al municipi de Voznessénskaia.